# Rhaphidophora banarensis
Rhaphidophora banarensis är en insektsart som beskrevs av Andrej Vasiljevitj Gorochov 1999. Rhaphidophora banarensis ingår i släktet Rhaphidophora och familjen grottvårtbitare. Inga underarter finns listade i Catalogue of Life.